# Guxiandu (ort i Kina, Jiangxi Sheng, lat 29,08, long 116,87)
Guxiandu är en ort i Kina. Den ligger i provinsen Jiangxi, i den sydöstra delen av landet, omkring 110 kilometer nordost om provinshuvudstaden Nanchang. Antalet invånare är 76 842. Befolkningen består av 36 104 kvinnor och 40 738 män. Barn under 15 år utgör 27,0 %, vuxna 15-64 år 65 %, och äldre över 65 år 6,0 %.
Runt Guxiandu är det ganska tätbefolkat, med 248 invånare per kvadratkilometer. Guxiandu är det största samhället i trakten. Trakten runt Guxiandu består till största delen av jordbruksmark.
Genomsnittlig årsnederbörd är 2 232 millimeter. Den regnigaste månaden är juni, med i genomsnitt 350 mm nederbörd, och den torraste är oktober, med 55 mm nederbörd.